# Satyananda Saraswati
Satyananda Saraswati (25 de diciembre de 1923 - 5 de diciembre de 2009), fue un sannyasin, maestro de yoga y gurú tanto en su India natal como en Occidente. Fue alumno de Sivananda Saraswati, el fundador de la Divine Life Society, y fundó la Bihar School of Yoga en 1964. Escribió más de 80 libros, incluido Asana Pranayama Mudra Bandha.

## Biografía

### Primeros años
Satyananda Saraswati nació en 1923 en Almora, Uttarakhand, en una familia de agricultores y zamindares.
En su juventud, recibió educación clásica y estudió sánscrito, los Vedas y los Upanishads. Dice que comenzó a tener experiencias espirituales a la edad de seis años, cuando su conciencia abandonó espontáneamente su cuerpo y se vio inmóvil en el suelo. Muchos santos y sadhus lo bendijeron y le aseguraron a sus padres que tenía una conciencia muy desarrollada. Esta experiencia de conciencia incorpórea continuó, lo que lo llevó a muchos santos de aquella época, como Anandamayi Ma. También conoció a un bhairavi tántrico, Sukhman Giri, quien le dio shaktipat y lo dirigió a encontrar un gurú para estabilizar sus experiencias espirituales. Sin embargo, en una de sus primeras publicaciones, Yoga de costa a orilla,  dice que quedó inconsciente durante una meditación y que un día conoció a un mahatma, un gran santo, que pasaba por su lugar de nacimiento, quien le dijo que debería encontrar un gurú.
A la edad de dieciocho años, abandonó su hogar para buscar un maestro espiritual. En 1943, a la edad de veinte años, conoció a su gurú Sivananda Saraswati y se fue a vivir al ashram de Sivananda en Rishikesh. Sivananda lo inició en la Orden Dashnam de Sannyasa el 12 de septiembre de 1947 en las orillas del Ganges y le dio el nombre de Swami Satyananda Saraswati. Se quedó con Sivananda por otros nueve años, pero recibió poca instrucción formal de él.

### Escuela de Yoga de Bihar
En 1956, Sivananda envió a Satyananda para difundir sus enseñanzas. Empezando en Munger, Bihar, vagó por la India, Afganistán, Nepal, Birmania y Ceilán (aunque en varias ocasiones dijo que viajó solo por la India) durante los siguientes siete años, ampliando su conocimiento de la espiritualidad, haciendo prácticas y pasando tiempo en aislamiento.
En 1962, Satyananda estableció el Movimiento Internacional de Becas de Yoga (IYFM) en Rajnandgaon. IYFM inspiró el establecimiento de ashram y centros de yoga guiados por Swami Satyananda en la India y en todo el mundo.
En 1964, fundó la Escuela de Yoga de Bihar (Bihar School of Yoga, BSY) en Munger, con la intención de que actuara como un centro de capacitación para futuros maestros de yoga así como para ofrecer cursos de yoga.
Entre los que asistieron a cursos en la BSY había estudiantes extranjeros y estudiantes que posteriormente emigraron de la India. Algunas de estas personas a su vez invitaron a Satyananda a enseñar en sus propios países. Dio conferencias y enseñó durante los siguientes veinte años, incluyendo una gira por Europa, Australia, Nueva Zelanda, Japón, Singapur, América del Norte entre abril y octubre de 1968. Los estudiantes extranjeros también establecieron nuevos centros de enseñanza en sus respectivos países.

### Reclusión
En 1988, Satyananda entregó el trabajo activo de su ashram y organización a su sucesor espiritual, Niranjanananda Saraswati, y dejó Munger.
Desde septiembre de 1989 estuvo en Rikhia, Deoghar, Jharkhand. Allí vivió como un sannyasin de paramahamsa y realizó sadhanas védicas que incluían panchagni, una austeridad realizada antes de cinco fogatas al aire libre durante los meses más calurosos del año. En Rikhia, Satyananda realizó un Rajasooya Yajna de 12 años que comenzó en 1995 con el primer Sat Chandi Maha Yajna, invocando a la Madre Cósmica a través de una ceremonia tántrica. Durante este evento, Satyananda transmitió su espiritual y sannyasa sankalpa a Niranjanananda.
Murió el 5 de diciembre de 2009.

### Enseñanzas
Las enseñanzas de Satyananda enfatizan un "Yoga Integral" con un fuerte énfasis en el tantra, conocido como el sistema de "Bihar Yoga" o "Satyananda Yoga". Este sistema aborda las cualidades de cabeza, corazón y manos (intelecto, emoción y acción) e intenta integrar las dimensiones físicas, psicológicas y espirituales del yoga en cada práctica. Su sistema de yoga tántrico implica la práctica de:
- Kundalini Yoga, en la tradición siguiendo la explicación de Sivananda. Kundalini Yoga es el yoga de la energía evolutiva del universo.
- Kriya Yoga a través de las prácticas de pratyahara, dharana y dhyana, que son las tres componentes del Kriya yoga, en combinación con otras prácticas como asana, pranayama, mudras y bandhas. Kriya Yoga tiene como objetivo despertar las dimensiones de la conciencia donde se encuentra nuestro potencial y creatividad latentes.
- Mantra Yoga, la repetición de los sonidos sagrados.
- Laya yoga, la práctica de un estado de absorción en un objeto de meditación. Las cuatro etapas avanzadas de los Ocho Miembros del Yoga codificadas por Patañjali: Pratyahara, Dharana, Dhyana y Samadhi.

Satyananda clasificó y expuso las técnicas dadas en los tantras como una serie de diferentes etapas y niveles de pratyahara, como antar mouna, y diferentes etapas de meditación. Inventó una técnica de yoga-nidra, ahora conocida mundialmente como Satyananda Yoga Nidra, y definió y codificó las diferentes etapas de la técnica.

### Publicaciones
Satyananda escribió más de 80 libros, incluido Asana Pranayama Mudra Bandha. Los escritos de Satyananda han sido publicados por la Bihar School of Yoga y, desde 2000, por el Yoga Publications Trust creado por su discípulo Niranjanananda para promover sus enseñanzas.
- Saraswati, Satyananda (2004). A Systematic Course in the Ancient Tantric Techniques of Yoga and Kriya. Yoga Publication Trust.
- Saraswati, Satyananda (1974). Yoga From Shore To Shore.
- Saraswati, Swami Dharmashakti (2011). Mere Aradhya. Yoga Publications Trust, Munger, Bihar, India. ISBN 978-93-81620-06-9.

- Datos: Q1085793
- Multimedia: Satyananda Saraswati / Q1085793